# Robert Cullen
Robert Cullen (jap. カレン・ロバート, Karen Robāto; * 7. Juni 1985 in Tsuchiura) ist ein japanischer Fußballspieler.

## Karriere
Cullen wuchs als Sohn einer japanischen Mutter und eines aus Nordirland stammenden britischen Vaters auf. In seiner Jugend spielte er zunächst in der Mannschaft der Städtischen Oberschule Funabashi und war anschließend zwei Jahre bei Kashiwa Reysol, ehe er 2004 in die J. League zu Júbilo Iwata wechselte. Hier gab der 1,80 Meter große Stürmer, der auch gern als offensiver Außen im Mittelfeld agiert, am 5. März 2004 sein Profidebüt im Match gegen Ōita Trinita. In seiner zweiten Saison 2005 erzielte er 13 Tore in 31 Spielen und wurde zum besten Jungspieler der J. League (Rookie of the Year) erkoren; an diese Leistung konnte er in den folgenden Jahren nicht wieder anknüpfen. Zur Saison 2010 wechselte er zum Zweitligisten Roasso Kumamoto.
Ende des Jahres 2010 und Anfang 2011 war Cullen zweimal zum Probetraining in den Niederlanden bei VVV-Venlo. Nach dem zweiten Test unterzeichnete er im Januar 2011 einen Zweieinhalb-Jahres-Vertrag beim Ehrendivisionär, bei dem bereits sein Landsmann Maya Yoshida spielte. Er kam in 15 Spielen der Rückrunde zum Einsatz und erzielte zwei Tore; mit zwei Toren in den vier Relegationsspielen trug er zum Klassenerhalt der Venloer bei.

### Stationen
- Jubilo Iwata (2004–2010, J. League: 110 Einsätze/29 Tore)
- Roasso Kumamoto (2010, J. League Division 2: 18/3)
- VVV-Venlo (2011–2013, Eredivisie, 69/7)

(Stand: 8. Dezember 2013)

## Nationalmannschaft
Cullen spielte bereits in der japanischen U-19-Nationalmannschaft. Im Jahr 2004 nahm er mit ihr am Turnier von Toulon und an der Junioren-Fußballasienmeisterschaft teil. 2005 reiste er mit der U-20-Nationalmannschaft zur Junioren-WM 2005 in den Niederlanden; er wurde in allen vier Spielen der Japaner, unter anderem gegen die Gastgeber, eingesetzt. Ein Tor konnte er dabei nicht erzielen.
In der Olympiaauswahl Japans kam er in der Qualifikation für das olympische Fußballturnier 2008 zum Einsatz, stand jedoch nicht im Kader für die Spiele in Beijing.

## Auszeichnungen
- J.League Best Young Player: 2005